# Kim G. - en cykelrytter på Ordrupbanen
Kim G. - en cykelrytter på Ordrupbanen er en dokumentarfilm instrueret af Bille August, Fritz Schrøder efter manuskript af Bille August, Fritz Schrøder.

## Handling
Filmen handler om den 19-årige Kim G. og om en banecykelrytters hverdag. Hans ensomme kamp for at nå toppen inden for eliteidræt. Desuden giver filmen en dokumentarisk beskrivelse af atmosfæren en sommeraften på cykelbanen, hvor Kim Gunnar Svendsen kører sit afgørende løb.